# Gilles Kepel
Gilles Kepel (Parijs, 30 juni 1955) is een Franse politicoloog en arabist, gespecialiseerd in het hedendaagse Midden-Oosten en moslims in het Westen. Hij is professor aan de Paris Science et Lettres-universiteit (PSL) en directeur van de faculteit Midden-Oosten en Mediterrane aan de École normale supérieure van het PSL. Hij geldt als een van de beste kenners van de politieke islam.

## Biografie
Gilles Kepel, zoon van een Tsjechische intellectueel, vertaler van Václav Havel, en een professor Engels uit Nice, ontdekte na zijn klassieke studies  het Midden-Oosten tijdens een reis naar Syrië in 1974. Hij begon Arabisch te studeren, behaalde diploma's filosofie en Engels, beëindigde zijn Arabische studies aan het Frans Instituut van Damascus in 1978 en promoveerde in 1980 aan de Sciences Po. Hij verkreeg een beurs om aan de Centre d’études et de documentation économiques, juridiques et sociales (Cedej) te Caïro aan een doctoraat te werken. Dat doctoraat, over hedendaagse islamistische stromingen en specifiek de moslimbroederschap, resulteerde in het boek, Le Prophète et le Pharaon, in 1984. Het is het eerste boek waarin het hedendaagse militante islamisme wordt geanalyseerd en is nog steeds een academische referentie op wereldniveau.
Gilles Kepel keerde terug naar Frankrijk en werd onderzoeker aan het Centre national de la recherche scientifique (CNRS). Hij bestudeerde de islam als sociaal en politiek fenomeen in Frankrijk wat resulteerde in het boek Banlieues de l’Islam, een baanbrekend werk over de islam in Europa. Vervolgens begon hij aan een vergelijkende studie over politiek-religieuze bewegingen met oorsprong in het jodendom, het christendom en de islam. In 1991 resulteerde dat in het in 20 talen vertaalde bestseller, La Revanche de Dieu.
In 1993 als gastprofessor aan de New York-universiteit (NYU), deed hij veldonderzoek naar de zwarte moslims in de Verenigde Staten. Ook in 1993 behaalde hij zijn habilitatie voor een jury onder voorzitterschap van René Rémond waar onder andere Ernest Gellner en Alain Touraine in zetelden. Naar aanleiding van de Rushdie-affaire en de Franse hoofddoekendiscussie publiceerde Gilles Kepel in 1994 A l'ouest d'Allah.
In 1995 promoveerde Gilles Kepel tot directeur van het CNRS. Hij werd buitengewoon hoogleraar aan de Columbia-universiteit en de NYU, waar hij zijn boek Jihad (2000) voorbereidde, een wereldwijde studie van de moslimwereld, van Indonesië tot Afrika (vertaald in 12 talen). Hij bestudeerde er de ontwikkeling van de politieke islam, was van mening dat de radicalisering ervan eerder een teken van achteruitgang dan van toename van macht was en was optimistisch over de onmogelijkheid om moslims tot Jihad te mobiliseren. Na de aanslagen van 11/9 kreeg hij veel kritiek op die visie. Als antwoord daarop schreef hij Chronique d'une guerre d'Orient (2002). Vervolgens analyseerde hij dat hij de aanslagen niet had zien aankomen omdat ze een tweede fase inluidden. De eerste fase bestond uit een "dialectiek van het jihadisme", de strijd tegen de "nabije vijand". In de tweede fase (Al Qaida) legde men zich toe op de "vijand veraf", omdat de eerste tactiek weinig resultaat boekte. Toen ook die tweede fase faalde massaal moslims onder de jihadbanier te scharen, ontstond er een derde fase waarbij zich over de hele wereld netwerken van cellen ontwikkelden, de tactiek van ISIS. Hij onderzocht die jihad-trilogie verder in Fitna, guerre au cœur de l’Islam en Terreur et martyre, relever le défi de civilisation. Met zijn leerlingen bestudeerde hij ook de teksten van de hand van jihad-ideologen als Abdullah Yusuf Azzam, Osama bin Laden, Ayman al-Zawahiri en Abu Musab al-Zarqawi resulterende in Al-Qaïda dans le texte (2006).
In 2001 werd Gilles Kepel benoemd tot professor politicologie aan de Sciences Po waar hij de campus Midden-Oosten & Mediterrane oprichtte, alsook het forum Eurogolfe. Gilles Kepel leidde onderzoek en doctoraten en richtte de collectie "Nabije Oosten" op bij Presses Universitaires de France. De reeks omvat 23 delen, gepubliceerd tussen 2004 en 2017. In 2008 werd Gilles Kepel, beschuldigd van fysieke agressie tegen onderzoeker Pascal Ménoret tijdens een avond in de Middle East Association in Washington, uitgesloten van de vereniging. Op uitnodiging van Alain Finkielkraut presenteerde Gilles Kepel een andere versie van de feiten aan François Burgat.
Gilles Kepel doceerde als hoogleraar geschiedenis en internationale betrekkingen aan de London School of Economics in 2009-2010. In december 2010, toen Mohammed Bouazizi zichzelf in brand stak en de Arabische Lente ontsproot, sloot Sciences Po de campus Midden-Oosten en Mediterrane. Gilles Kepel werd benoemd tot Senior Fellow van het Institut universitaire de France voor vijf jaar (2010-2015), waardoor hij terug kon keren naar zijn veldwerk. In 2012 publiceerde hij Banlieue de la République, een studie naar de rellen in de banlieues in 2005. Deze studie werd uitgevoerd door een eenjarig observerend veldonderzoek met een team studenten van het Institut Montaigne. Het boek Quatre-Vingt Treize volgde eveneens uit het onderzoek maar betrof een algemenere analyse over de ontwikkeling van de islam in Frankrijk, 25 jaar na zijn eerste werk Banlieues de l’Islam.
In maart 2012 werd hij voor twee jaar benoemd tot lid van de Conseil économique, social et environnemental (CESE). In 2013 kreeg hij de Prix Pétrarque van France Culture voor zijn boek Passion Arabe, een bestseller over de Arabische Lente. In 2014 publiceerde Kepel Passion Française, een onderzoek naar de eerste generatie moslims die opkwamen bij verkiezingen, voornamelijk in Roubaix en Marseille. Het betrof het derde boek van een tetralogie eindigend in Terreur dans l’Hexagone (2015) waarin de jihadistische aanslagen in Frankrijk in perspectief werden geplaatst. Gilles Kepel nam in 2015 deel aan een Bilderbergconferentie. In 2016 publiceerde hij La Fracture, gebaseerd op radioreportages op France Culture tussen 2015 en 2016, waarin hij de impact van het jihadisme analyseerde op het moment dat de aanvallen op Franse en Europese bodem toenamen. Hij onderzocht onder meer het verband met de opkomst van extreem rechts in Europa. In februari 2016 werd Gilles Kepel benoemd tot directeur van de faculteit Midden-Oosten en Mediterrane aan de École normale supérieure. Hij is verantwoordelijk voor het maandelijkse seminarie "Geweld en Dogma: het gebruik van het verleden in het hedendaagse islamisme".
Gilles Kepel is het al enkele jaren diep oneens met Olivier Roy over de analyse van de oorzaken van het islamitisch terrorisme in Frankrijk. Waar de verklaring van Roy neerkomt op 'islamisering van het radicalisme', houdt Kepel het bij 'radicalisering van de islam'. De socioloog Vincent Geisser beschuldigde hem van onwaarheden, simplistische gevolgtrekkingen en een neiging om de problemen van de buitenwijken te "islamiseren". In februari 2016 werd Gilles Kepel benoemd tot lid van de Wetenschappelijke Raad van de Délégation interministérielle à la lutte contre le racisme et l'antisémitisme (DILCRA) onder voorzitterschap van Dominique Schnapper. Gilles Kepel is lid van de hoge raad van het Institut du monde arabe en directeur van het Koeweit-programma aan Sciences Po in Parijs. 
Na de aanslagen in Parijs in 2015 schreef Gilles Kepel dat ook de derde fase van het jihadisme haar doel niet zou bereiken omdat er slachtoffers vielen bij de bevolking waar ze onder rekruteerden. Na de aanslag in Nice in 2016 leek hij het jihadisme van de derde generatie - „het uitputten van de veiligheidstroepen en ervoor zorgen dat de samenleving, die totaal van slag is, zich voorbereidt op de logica van een burgeroorlog tussen enclaves van verschillende religies” - toch weer krediet te geven. Sinds 2017 staat hij onder bewaking wegens doodsbedreigingen uit islamistische hoek. Hij noemt ondertussen het "Islamo-gauchisme" mede schuldig.
In oktober 2018 publiceerde hij bij Gallimard Sortir du chaos, les crises en Méditerranée et au Moyen-Orient. 
Gilles Kepel levert regelmatig bijdragen aan Le Monde, The New York Times, La Repubblica, El País en verschillende Arabische media. Hij is ridder in het Legioen van Eer. Er zijn tot op heden geen boeken van Gilles Kepel naar het Nederlands vertaald.